# Arroio Piraju
Arroio Piraju är ett vattendrag i Brasilien.   Det ligger i delstaten Rio Grande do Sul, i den södra delen av landet, 1 600 kilometer sydväst om huvudstaden Brasília.
Omgivningen kring Arroio Piraju är huvudsakligen savann. Området är mycket glesbefolkat, med 5 invånare per kvadratkilometer.